# Напівізольована термодинамічна система
Напівізольо́вана термодинамі́чна систе́ма — термодинамічна система, у якій можливий лише якийсь один вид взаємодії з оточенням: вона або допускає теплообмін із зовнішніми тілами або ж виконання роботи над зовнішніми тілами при розширенні чи виконання роботи зовнішніх тіл над нею при стисканні.
Прикладом напівізольованої системи першого типу може бути газ у посудині із фіксованим об'ємом. Нагрівання або охолодження такого газу призводить тільки до зміни його внутрішньої енергії.
Прикладом напівізольованої системи другого типу може бути газ у добре ізольованій від теплообміну посудині із поршнем. При стисканні такого газу зовнішня сила, що рухає поршень, виконує роботу, яка призводить до збільшення внутрішньої енергії системи, тобто до її нагрівання. При зменшенні зовнішнього тиску газ в посудині може розширюватися, рухаючи поршень. При цьому виконана робота здійснюється за рахунок зменшення внутрішньої енергії газу, тобто його охолодження.